# SuperTux
Supertux är ett plattformsspel i 2D med Linux-maskoten Tux som huvudperson och är till viss del inspirerat av Super Mario-spelen. Supertux skapades från början av Bill Kendrick och utvecklas av Supertux Development Team. Mycket av den nuvarande grafiken skapades av Ingo Ruhnke, skaparen av Pingus. Första någorlunda spelbara versionen var 0.0.4, som släpptes i mars 2004. 2 maj 2004 nådde utvecklingsteamet sin första milstolpe. Den senaste versionen av SuperTux är 0.1.3 som släpptes 9 juli 2005. Den versionen inkluderade en huvudvärld (26 banor) och två bonusvärldar (22 och 28 banor). Just nu[när?] kan man ladda ner 0.1.3 i källkodsformat (finns även via CVS version 0.2-svn), GNU/Linux, Windows och Mac OS-binärer. Supertux är släppt under GNU GPL.